# Шумиха (Красноярский край)
Шуми́ха — деревня в Иланском районе Красноярского края. Входит в состав Кучердаевского сельсовета.

## География
Деревня находится в восточной части края, в пределах Канско-Рыбинской котловины, на правом берегу реки Кан, на расстоянии приблизительно 41 км (по прямой) к юго-западу от Иланского, административного центра района. Абсолютная высота — 279 м над уровнем моря.
Климат
Климат характеризуется как резко континентальный, с продолжительной морозной зимой и коротким тёплым летом. Абсолютный максимум температуры воздуха составляет 38 °C; абсолютный минимум — −53 °C. Продолжительность безморозного периода составляет в среднем 95 дней. Среднегодовое количество атмосферных осадков составляет 422 мм, из которых большая часть выпадает в тёплый период (максимально в июле-августе).

## История
Основана в 1885 году. По данным 1926 года в деревне имелось 172 хозяйства и проживало 829 человек (402 мужчины и 427 женщин). В национальном составе населения того периода преобладали русские. Функционировала школа I ступени. В административном отношении являлась центром Шумихинского сельсовета Амонашевского района Канского округа Сибирского края.

## Население
| 2010 |
| ---- |
| 0    |